# Michel Hisard
Michel Hisard, né le 3 décembre 1934 à Paris et décédé le 16 janvier 1989 à Montpellier, était un joueur de dames français exerçant le métier d'administrateur de biens.
Il a remporté douze titres de champion de France de dames (record), sur une période de vingt années.
Une combinaison, dite la manœuvre Hisard, porte son nom en 1965 (forme de mat de l’aile droite de l’attaquant).

## Palmarès
- Grand maître international : 1966;
- Champion de France de dames : 1956 (à Tours ; et participation aux championnats du monde la même année), 1957, 1961, 1962, 1963, 1964, 1965, 1969, 1970, 1971, 1973, et 1977 ;
- 4e du championnat du monde en 1965 ;
- 4e du championnat d'Europe en 1965 ;
- 4e du challenge mondial de Monaco en 1970 ;
- 5e du championnat du monde en 1968.

## Liens
- Hommage à Michel Hisard;
- Championnat de France de dames;
- Championnat du monde de dames.

1. ↑  Hommage à Michel Hisard
2. ↑  État civil sur le fichier des personnes décédées en France depuis 1970